# ファビウス氏族

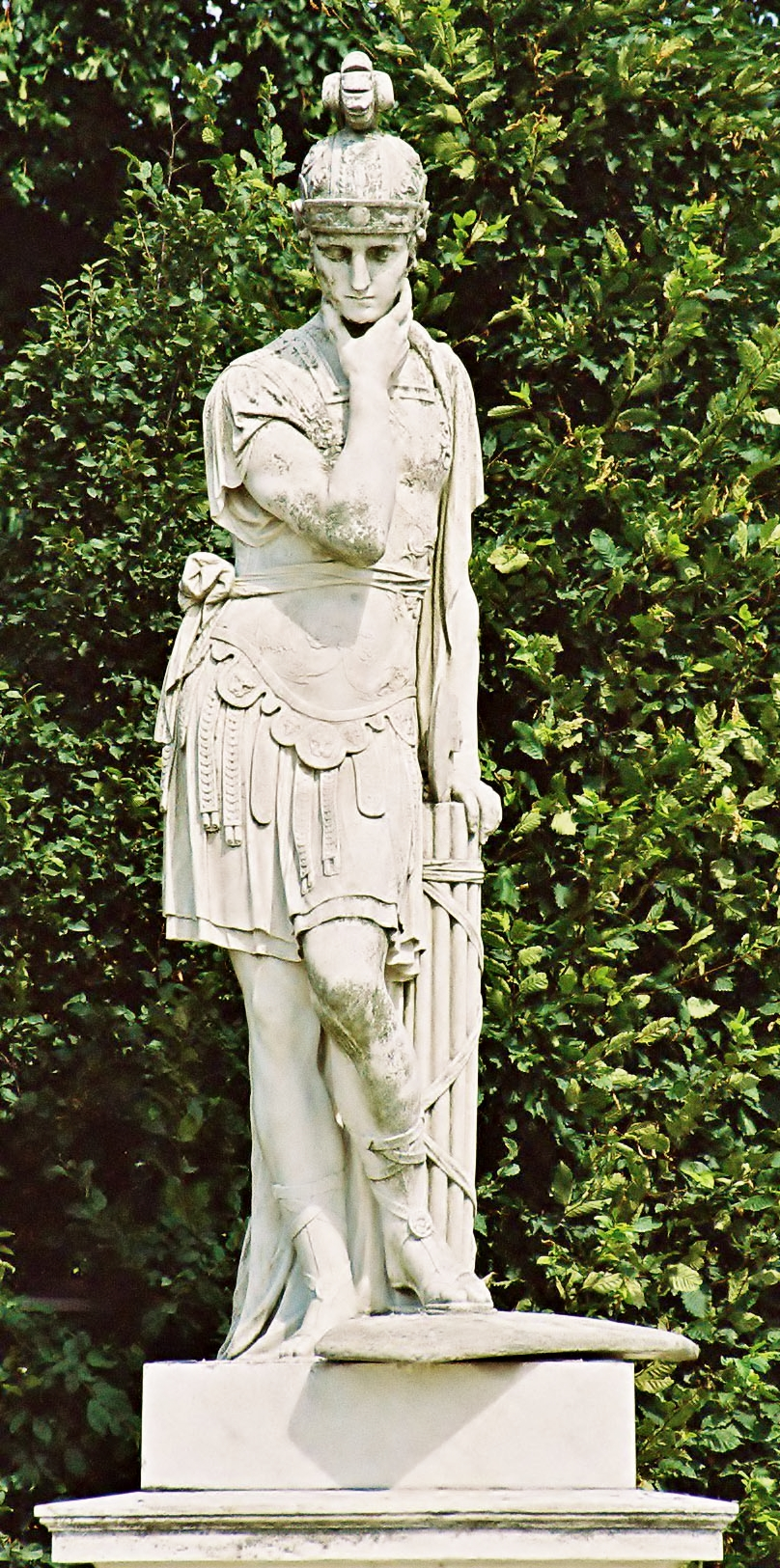
ファビウス氏族の代表的な人物、ウェッルコスス・クンクタートルの像

ファビウス氏族（ラテン語: Gens Fabia）は、古代ローマの氏族のひとつ。主に共和政ローマ前期より活躍し、元老院の守護者として名を残す。共和政ローマを代表する名門氏族だといえる。

## 略歴

ローマと諸民族との位置関係。ウェイイがローマのすぐ北にある事がわかる

### 平民に憎まれるファビウス氏族
ファビウス氏族の名が歴史に現れるのは紀元前5世紀頃。このときローマは共和制初期であり、戦争に次ぐ戦争で領土を拡大していたが、新たに獲得した土地の配分をめぐってプレブス (平民)とパトリキ (貴族)の間で不和が生まれていた。紀元前486年、執政官となったスプリウス・カッシウス・ウェケッリヌスは平民との宥和を考え、ヘルニキ人と戦って獲得した土地の半分を平民に分配し、もう半分を同盟者のラテン人に配分することを提案した。これは後の世にも問題となる農地法の、最初の提出である（これより約400年後のグラックス兄弟やガイウス・ユリウス・カエサルのときにも農地法が提出され、そのたびに大騒動を引き起こしている）。だがこれは貴族が暗黙的に利用していた国有地まで含めて分配する法案であったため、彼らの意向を受けた同僚執政官のプロクルス・ウェルギニウスが反対する。また平民も、カッシウスが土地の半分を同盟者に譲ってしまうことに不満を抱いた。カッシウスは公職を退いたあとすぐに処刑されてしまうが、そのとき彼を弾劾したのがファビウス氏族でクァエストル・パッリキディ (査問官)を務めていたカエソ・ファビウスらであり、処刑されたのはカエソの兄弟であるクィントゥス・ファビウスが執政官を務めていた紀元前485年だった。さらにクィントゥス・ファビウスは、ウォルスキ人とアエクィ人との戦いで勝利した際の戦利品を兵士（ほとんどが徴兵された平民であった）から没収し、国庫に収めてしまった。そしてその次の執政官となったカエソ・ファビウスは農地法問題を先送りする。これによりファビウス氏族は貴族からの名声を得たが、平民から憎悪されることとなる。

### 軍務忌避事件
カエソ・ファビウスが執政官であった紀元前481年、ウェイイ人とアエクィ人はローマの領土で略奪を働き、ローマを攻撃する気配を見せた。これを受けてローマでは戦争準備が始まったが、執政官に反感を持つ平民たちは軍務忌避という手段をとった。これは護民官スプリウス・リキニウスの主導によるものだったが、彼はやがて同僚護民官からも軍務忌避はやりすぎだと非難されるようになり、徴兵が行われた。だが実際に戦争が始まると、戦闘自体はカエソ・ファビウスの巧みな指揮で勝利を収めることができたが、兵士達はその後の追撃を拒否し、指揮官を呪う言葉を吐きながら勝手に退却をしてしまう。これは無視できない重大な軍規違反であったが、対処はなにも行われず、戦果も大きかったが、平民の執政官に対する憎悪もまた大きかった。

### 平民との関係改善
翌紀元前480年の執政官も貴族の後押しを受けてファビウス氏族であるマルクス・ファビウスが当選し、平民との溝はさらに深くなる。だがそのころ、先の戦争でローマ内部に不和が起こっているのを知ったウェイイが、全エトルリア人を集めてローマを滅ぼそうと宣戦を布告した。護民官の一人はこの期に及んでも農地法を再提出して軍務忌避を呼びかけたが、アッピウス・クラウディウスが他の護民官を説得してなんとか徴兵が実施される。
そしてローマ軍はウェイイ・エトルリア連合と対陣したが、マルクス・ファビウスはこのままでは前のような命令拒否で満足に戦えないと判断し、全軍を陣地にこもらせ出撃を命じなかった。これに調子をよくしたエトルリア人達は、ローマの陣営に向けてさかんに侮辱的な罵声を飛ばす。この状況にローマ兵の若手達から不満の声があがり、執政官に出撃を求めたがそれは拒否された。やがてエトルリア人からの罵倒はますます激しくなり、今度はローマの全兵士が執政官のもとに出撃命令を出せと詰め寄った。同僚執政官のグナエウス・マンリウスが譲歩しかけたとき、マルクス・ファビウスはこう発言した。「兵士達が勝利することはわかっているが、彼らが勝利を願っているのかがわからない。兵達が勝利者として戻ってくると神に誓わない限り、私は出撃命令を出さない」この言葉を聴いて、請願に来ていた百人隊長がまず神々に誓い、次々と全兵士が勝利を誓った。
そして出撃命令が出され、ローマとウェイイ・エトルリア連合との戦いが始まった。戦いに参加したファビウス氏族の男達はみな勇敢に戦い、前々回の執政官を務めたクィントゥス・ファビウスは最前線で剣を振るい、華々しい戦死を遂げた。このときの戦いは執政官のグナエウス・マンリウスが戦死するほど激烈なものであったが、エトルリア人は包囲殲滅され、ローマにとって比類ない勝利となった。元老院はこの勝利を祝って生き残った執政官であるマルクス・ファビウスの凱旋式を提案したが、マルクスはクィントゥス・ファビウスおよび同僚執政官の死を悼んで、凱旋式を辞退した。誰もが望む栄誉である凱旋式を自ら断ったことにより、ファビウス氏族は平民からも多くの賞賛を受け、翌紀元前479年の執政官選挙ではカエソ・ファビウスは貴族だけではなく平民の支持も受け再選された。

### ファビウス氏族の壊滅
ウェイイは大打撃を受けたがローマと講和を行わず、ゲリラ戦を継続した。すなわちローマの領土で盛んに略奪を行うが、ローマ軍が編成され近づいてくると、戦わず都市に立て篭もってしまうのである。当時はアエクィ人やウォルスキ人がローマの隙をうかがっており、サビニ人やエトルリア人もローマに対して敵意を抱いているため、ウェイイのみに専念することができなかった。これを憂慮したカエソ・ファビウスは驚くべき宣言をする。ローマ軍を動かすことなく、ファビウス氏族だけで軍を編成し、ファビウス氏族の私費でウェイイと戦争を行うとしたのだ。この決断は全ローマ市民が賞賛し、ファビウス氏族の名声は最高潮に達した。
306人のファビウス氏族と4000人のクリエンテスはウェイイとローマの境界線付近に陣取った。そしてウェイイの略奪を防ぎ、何度かウェイイの軍勢と会戦を行いこれに勝利する。一氏族の私費の軍隊に負けたという屈辱はウェイイを怒らせ、彼らは計略を用いてこれを壊滅させようと考えた。それからしばらくの間、ファビウス氏族が現れるとウェイイ軍は無様に逃げ回り、ファビウス氏族が略奪を始めると偶然を装って家畜の群れを捕まえさせるなどといったことが続いた。これによってファビウス氏族は増長し、ローマから遠く離れたところまで略奪を行うようになった。ある日、いつものように略奪行に出ているときに家畜の大群を発見。家畜はすぐに散り散りになって逃げ始めたので、ファビウス氏族は隊列を崩してこれを捕らえ始める。だが家畜を追うのに夢中になっているうちに、彼らはエトルリア人の伏兵に完全に包囲されていた。ファビウス氏族は必死に楔形陣形をとりなんとか包囲を突破して丘に陣をはったが、そのときウェイイ軍の本隊が突然背後から現れて襲い掛かり、その場でファビウス氏族の306人は一人残らず戦死した。
この出撃の際にファビウス氏族はカルメンタリスの門（ローマのカピトリヌスの丘の南西隅にあった）を通ったため、これ以降ここは「不幸の通路」と呼ばれるようになった。しかし、ファビウス氏族はこのときたった一人の幼い男子（後に紀元前467年、紀元前465年、紀元前459年の執政官を務めるクィントゥス・ファビウス・ウィブラヌス）が残っており、辛うじて血脈を繋ぐ事が出来たのだった

### 後継者たち

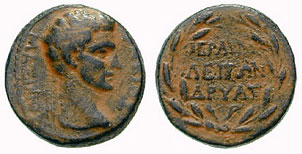
アウグストゥス帝時代に鋳造された、クィントゥス・ファビウス・マクシムスのコイン

その後もファビウス氏族はローマの守り手として活躍しており、紀元前4世紀後半にはクィントゥス・ファビウス・マクシムス・ルリアヌスがサムニウム戦争で大きな戦果を挙げ、独裁官を二度務めたとされ、マクシムスの尊称を贈られた。
紀元前3世紀後半には、先祖と同じく二度独裁官に任命されたクィントゥス・ファビウス・マクシムス・ウェッルコススが歴史に登場する。彼は第二次ポエニ戦争の際、戦争の天才であったハンニバル・バルカ相手に徹底した持久戦を行ったため、市民からクンクタートル（のろま、ぐずの意味）と貶された。だが相手に勝利を掴ませない戦略は短期決戦を望むハンニバルを苦しめ、やがて市民も彼の戦略の正しさを認め、ウェッルコスス・クンクタートルは「ローマの盾」とあだ名されるようになった。
また同時代のクィントゥス・ファビウス・ピクトルはローマ最初の歴史書を執筆し、彼の書はポリュビオス、ティトゥス・リウィウス、ハリカルナッソスのディオニュシオスなど後世の歴史家にも引用された。

## ファビウス氏族の著名な人物
- クィントゥス・ファビウス・マクシムス・ルリアヌス
- クィントゥス・ファビウス・マクシムス・ウェッルコスス
- クィントゥス・ファビウス・マクシムス・アエミリアヌス
- クィントゥス・ファビウス・マクシムス・グルゲス
- クィントゥス・ファビウス・ピクトル
- マルクス・ファビウス・ブテオ

## メンバー

### ウィブラヌス家
- カエソ
  - クィントゥス・ファビウス・ウィブラヌス, 紀元前485年, 482年の執政官[10]
  - カエソ・ファビウス・ウィブラヌス, 紀元前484年, 481年, 479年の執政官[11]
  - マルクス・ファビウス・ウィブラヌス, 紀元前483年, 480年の執政官[11]
    - クィントゥス・ファビウス・ウィブラヌス, 紀元前467年, 465年, 459年の執政官[12]
      - マルクス・ファビウス・ウィブラヌス, 紀元前442年の執政官で433年の執政武官[13]
      - クィントゥス・ファビウス・ウィブラヌス, 紀元前423年の執政官で416年, 414年の執政武官[14]
      - グナエウス・ファビウス・ウィブラヌス, 紀元前421年の執政官で415年, 407年の執政武官[15]
- マルクス・ファビウス・ウィブラヌス, 紀元前457年の執政官とする説がある[16]

### アンブストゥス家
- クィントゥス・ファビウス・アンブストゥス・ウィブラヌス, 紀元前412年の執政官[17]
- クィントゥス
  - マルクス
    - ヌメリウス・ファビウス・アンブストゥス, 紀元前406年, 390年の執政武官[18]
      - マルクス・ファビウス・アンブストゥス, 紀元前360年, 356年, 354年の執政官[19]
        - ガイウス・ファビウス・アンブストゥス, 紀元前315年の補充マギステル・エクィトゥム。ルッリアヌスに指名された[20]

      - ガイウス・ファビウス・アンブストゥス, 紀元前358年の執政官[21]

    - カエソ・ファビウス・アンブストゥス, 紀元前404年, 401年, 395年, 390年の執政武官[22]
      - マルクス・ファビウス・アンブストゥス, 紀元前381年, 369年の執政武官[23]

    - クィントゥス・ファビウス・アンブストゥス, 紀元前390年の執政武官[24]
- クィントゥス・ファビウス・アンブストゥス, 紀元前344年の独裁官プブリウス・ウァレリウス・プブリコラのマギステル・エクィトゥム[25]
- クィントゥス・ファビウス・アンブストゥス, 紀元前321年の独裁官。執政官選挙のために任命されるもすぐに解任[26]

### ドルスオ家
- マルクス・ファビウス・ドルスオ, 紀元前345年の執政官[27]

### マクシムス家
- ヌメリウス
  - マルクス (・ファビウス・アンブストゥス (紀元前360年の執政官))？
    - カエソ・ファビウス, 紀元前310年のレガトゥス。エトルリア人に変装してカメリヌムに潜入し援助を取り付ける[28]
    - クィントゥス・ファビウス・マクシムス・ルッリアヌス, 紀元前322年, 310年, 308年, 297年, 295年の執政官[29]
      - クィントゥス・ファビウス・マクシムス・グルゲス, 紀元前292年, 276年の執政官[30]
        - クィントゥス・ファビウス・マクシムス・グルゲス, 紀元前265年の執政官。上記グルゲスと同一人物説も[31]
          - クィントゥス・ファビウス・マクシムス・ウェッルコスス, 紀元前233年, 228年, 215年, 214年, 209年の執政官。第二次ポエニ戦争の英雄。ローマの盾、クンクタートル[32]
            - クィントゥス・ファビウス・マクシムス, 紀元前213年の執政官[33]
              - クィントゥス・ファビウス・マクシムス, 紀元前203年ウェッルコススの後を継いでアウグルに就任[34]
                - クィントゥス・ファビウス・マクシムス, 紀元前181年の外人プラエトル[35]
                  - クィントゥス・ファビウス・マクシムス・アエミリアヌス, 紀元前145年の執政官[36]。ルキウス・アエミリウス・パウルス・マケドニクスの子
                    - クィントゥス・ファビウス・マクシムス・アッロブロギクス, 紀元前121年の執政官[37]
                      - クィントゥス・ファビウス・マクシムス
                        - クィントゥス・ファビウス・マクシムス, 紀元前45年の補充執政官。任期中死亡[38]

                  - クィントゥス・ファビウス・マクシムス・セルウィリアヌス, 紀元前142年の執政官[39]。グナエウス・セルウィリウス・カエピオ (紀元前169年の執政官)の子
                    - クィントゥス・ファビウス・マクシムス・エブルヌス, 紀元前116年の執政官[40]

### リキヌス家
- マルクス（・ファビウス・ドルスオ？）
  - マルクス
    - ガイウス・ファビウス・ドルソ・リキヌス, 紀元前273年の執政官[41]
      - マルクス・ファビウス・リキヌス, 紀元前246年の執政官[42]

### ピクトル家
- マルクス
  - ガイウス
    - ガイウス・ファビウス・ピクトル, 紀元前269年の執政官[43]
    - ヌメリウス・ファビウス・ピクトル, 紀元前266年の執政官[31]
- クィントゥス・ファビウス・ピクトル, 紀元前216年、デルフォイに神託を受けに派遣される[44]。歴史家
- クィントゥス・ファビウス・ピクトル, 紀元前189年のプラエトル、サルディニア担当[45]

### ブテオ家
- マルクス
  - マルクス
    - ヌメリウス・ファビウス・ブテオ, 紀元前247年の執政官[42]
    - マルクス・ファビウス・ブテオ, 紀元前245年の執政官[46]
- マルクス・ファビウス・ブテオ, 紀元前201年のプラエトル、サルディニア担当[47]
- クィントゥス・ファビウス・ブテオ, 紀元前196年のプラエトル、ヒスパニア・ウルテリオル担当[48]
- クィントゥス・ファビウス・ブテオ, 紀元前181年のプラエトル、イストリア半島へ遠征[35]
- クィントゥス・ファビウス・ブテオ, 紀元前173年のプラエトル、ヒスパニア・キテリオル担当だが赴任途中マルセイユで死去[49]

### ラベオ家
- クィントゥス
  - クィントゥス
    - クィントゥス・ファビウス・ラベオ, 紀元前183年の執政官[50]
- クィントゥス・ファビウス・ラベオ, 紀元前110年頃のプロコンスル[51]

### その他
- ファビウス・アルブス, 紀元前382年の執政武官とする説がある[52]
- マルクス・ファビウス, 紀元前332年、カレス（英語版）(現カルヴィ・リゾルタ)に2500人入植させるための植民市建設三人委員[53]
- クィントゥス・ファビウス, 紀元前267年の上級アエディリス[54]